# Fjäderbärare
Fjäderbärare (Ptilophora plumigera) är en fjäril som tillhör familjen tandspinnare. Den har rödbrunaktiga vingar och en vingbredd på 34-40 millimeter. Hanen har stora fjäderlika antenner, honans antenner är trådlika. Larven är grön med två ljusa längsgående linjer på ryggen. Dess värdväxter är lönn, bok och pil. Förpuppningen sker i marken. De fullbildade fjärilarna flyger om natten sent på hösten, i oktober och november. Övervintringen sker som ägg. 
I Sverige finns fjäderbärare från Skåne till Värmland men är ganska sällsynt.